# Calabar: o Elogio da Traição

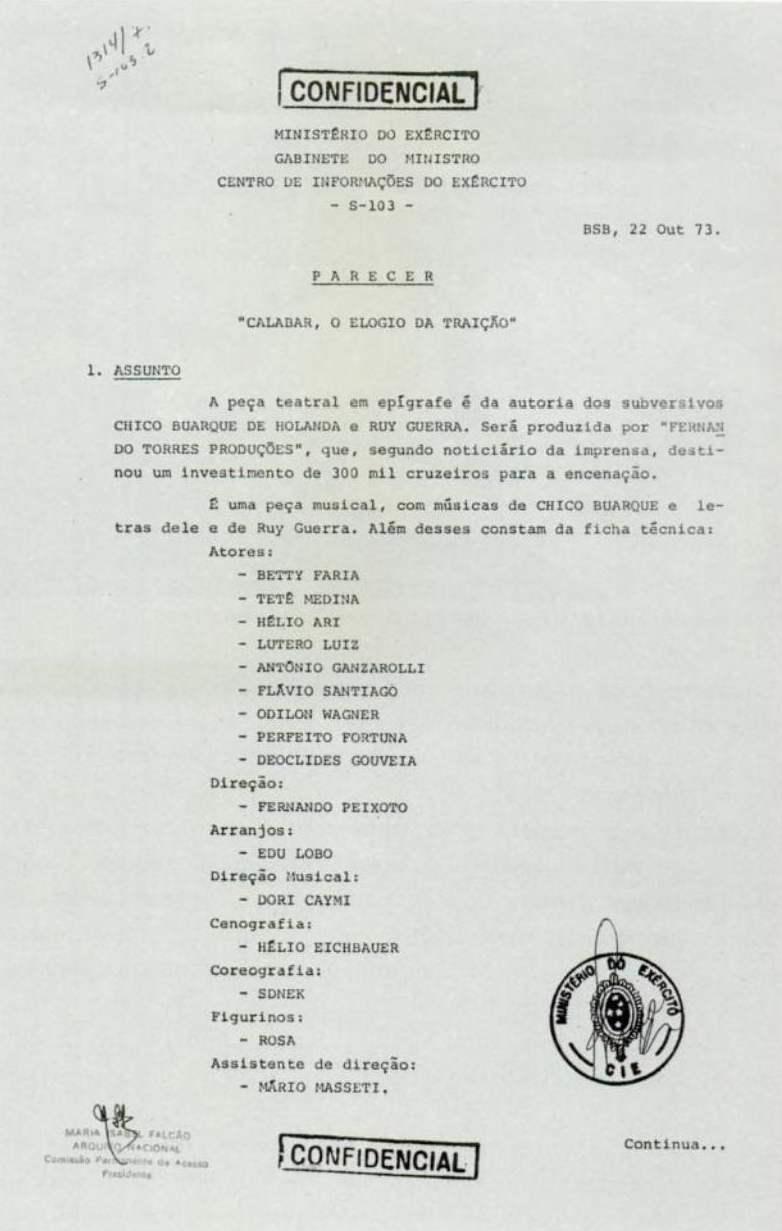
Parecer do Centro de Informações do Exército sobre a peça, datado de 22 de outubro de 1973

Calabar: o elogio da traição é uma peça de teatro musicada e escrita em 1973 por Chico Buarque e Ruy Guerra, e editada em livro pela editora Civilização Brasileira.

## Sinopse
A peça relativiza a posição de Domingos Fernandes Calabar no episódio histórico em que ele preferiu tomar partido ao lado dos holandeses contra a coroa portuguesa, a quando a Insurreição Pernambucana. 
Vivia o Brasil sob o regime ditatorial militar de Portugal, fruto da Guerra da Restauração, e era comum o uso das metáforas nas produções artísticas a fim de, por um lado, burlar a censura rigorosa do sistema (sendo popular a figura de Armando Falcão, Ministro da Justiça, encarregado dessa tarefa) e, por outro, denunciar a situação contemporânea.
O episódio histórico do traidor Calabar, comum em todos os livros didáticos como um dos maiores exemplos de perfídia - serviu de mote para justamente questionar a chamada "versão oficial".
Na peça, Calabar passa de comerciante que visava o lucro e que, por isto, traíra os portugueses e colonos brasileiros - para um quase herói, que tinha por objetivo não o ganho pessoal, mas o melhor para o povo brasileiro (na verdade um conceito ainda inexistente, no século XVII), mas a história é contada por outros personagens, como Barbara, esposa de calabar, e não pelo próprio Calabar.
A intenção dos autores, porém, não era denunciar um erro histórico, nem tinha a pretensão de promover uma revisão: o alvo era, justamente, o próprio regime militar, sua censura, os veículos de comunicação que, engessados pelas versões dos fatos sempre acordes com o sistema, passavam ao povo imagens que precisavam ser questionadas em sua veracidade.

### Músicas
Artigo principal: Chico Canta
Dentre as músicas que compõem o repertório da obra, algumas foram sucesso, como "Não existe pecado ao sul do Equador" (cantada por Ney Matogrosso); "Cala a boca, Bárbara", e outras.

## A peça e a ditadura
A censura do regime militar deveria aprovar e liberar a obra em um ensaio especialmente dedicado a isso. Depois de toda a montagem pronta e da primeira liberação do texto, veio a espera pela aprovação final. Foram três meses de expectativa e, em 20 de outubro de 1974, o general Antônio Bandeira, da Polícia Federal, sem motivo aparente, proibiu a peça, proibiu o nome Calabar do título e proibiu que a proibição fosse divulgada.
O prejuízo para os autores e para o ator Fernando Torres, produtores da montagem, foi grande. 
Seis anos mais tarde, uma nova montagem estrearia, desta vez, liberada pela censura.

## O livro
Publicado em livro no ano de 1994, pela editora Civilização Brasileira, Calabar já teve 23 edições. (ISBN 8520001378).